# Austrijski građanski rat
Austrijski građanski rat (njem. Österreichischer Bürgerkrieg, također  Februarkämpfe 1934. je naziv za oružani sukob između sukobljenih političkih snaga u Austriji u veljači 1934. godine.
U sukobu koji je trajao od 12. do 16. veljače 1934., u kojem je život izgubilo oko 400 ljudi, prevladala je desnica. Nakon tog oružanog sukoba započelo u Austriji razdoblje Austrofašizma pod vanjskopolitičkim okriljem Mussolinijeve Italije.

## Okolnosti koje su vodile prema građanskom ratu
U Austriji se bila razvio ozbiljan društveni razdor između konzervativno-kršćanskih i ljevičarskih (socijalističkih) političkih snaga. Desničari su se okupili u paravojnu organizaciju Heimwehr, a ljevičari u paravojni Republikanischer Schutzbund: odnosi između njih bili su prožeti neprijateljstvom. Desničarski kancelar Engelbert Dollfuß je 31. ožujka 1932. godine zabranio Republikanischer Schutzbund, kao organizaciju koja je pripremala nasilnu revoluciju. Vodstvo Schutzbunda je vodstvo međutim nastavilo ilegalno voditi tu paravojsku s oko 80 tisuća pripadnika.

## Početak sukoba
Nakon što je Heimwehr 12. veljače 1934. godine krenuo u pretragu Hotela Schiff u Linzu tražeći vodstvo Republikanischer Schutzbunda, nastala je međusobna pucnjava u samom hotelu, a Schutzbund je potom u radničkim četvrtima širom Austrije podigao barikade i upustio se u puškaranja s Hemiwehrom, policijom, žandarmerijom i vojskom.

## Borbe
Kao u svojevrsnu simboličku utvrdu, zabarikadirali su se pripadnici Schutzbunda u bečki Karl Marx-Hof, najveću zgradu sa socijalnim stanovima u svijetu. Makar je u zgradi živjelo do 5 tisuća stanara, vojska ju je zasula paljbom iz lakog topništva. Već su 13. veljače 1934. godine prestale borbe u Beču, da bi do 16. veljače bilo sporadičnih sukoba drugdje u Austriji. 
Vojne i policijske snage su bile na strani vlade, a Schutzbund je bio slabo naoružan, pa su sukobi ubrzo završili pobjedom desnice i uz približno 370 poginulih, najviše među civilima koji su postradali u paljbi u gusto naseljenim urbanim područjima.
Austrijska ljevica do danas gaji sjećanje na ovaj oružani sukob.